# NOTES
NOTES, um acrônimo para Natural Orifice Transluminal Endoscopic Surgery (em português, Cirurgia endoscópica trans-luminal por orifício natural), denota uma gama de possibilidades de procedimentos endoscopia-cirúrgicos que tem o potencial de ser menos invasiva até que a cirurgia laparoscópica. Os primeiros relatos experimentais em NOTES utilizando a via transgástrica em animais foram publicados pelo Dr Tony Kalloo, do Johns Hopkins Hospital, Baltimore, em 2004. GV Rao, de Hyderabad, India, foi o pioneiro a realizar cirurgias do apêndice por via transgástrica, em 2005. No entanto, esta via ainda nâo pode ser considerada segura, pela possibilidade de peritonite.
A via NOTES transvaginal foi realizada pela primeira vez no mundo, pela equipe do Dr. Ricardo Zarron, da Universidade de Teresópolis FESO, Rio de Janeiro. A equipe realizou, no início de marco de 2007, as primeiras colecistectomias NOTES transvaginais sem auxílio de laparoscopia, em quatro pacientes do sexo feminino. Mais tarde, no mesmo mês, a equipe do Dr. Marc Bessler em New York, teve sucesso ao operar uma paciente com auxílio de cirurgia laparoscópica. No início de abril, o Dr Jacques Marescaux, de Strassburgo, realizou com sucesso a cirurgia em uma paciente.
Embora com bons resultados iniciais, sem deixar cicatrizes e com menos dor pós-operatória, precisa
de mais estudos para estabelecer seu papel no tratamento dos pacientes.